# Meyrowitzita
La meyrowitzita és un mineral de la classe dels carbonats. Rep el nom en honor de Robert Meyrowitz (14 de setembre de 1916 - 6 de juliol de 2013), químic analític nord-americà.

## Característiques
La meyrowitzita és un carbonat de fórmula química Ca(UO₂)(CO₃)₂·5H₂O. Va ser aprovada com a espècie vàlida per l'Associació Mineralògica Internacional l'any 2018, sent publicada per primera vegada el 2019. Cristal·litza en el sistema monoclínic. La seva duresa a l'escala de Mohs és 2.
Els exemplars que van servir per a determinar l'espècie, el que es coneix com a material tipus, es troben conservats a les col·leccions mineralògiques del Museu d'Història Natural del Comtat de Los Angeles, a Los Angeles (Califòrnia) amb els números de catàleg: 66789 i 66790.

## Formació i jaciments
Va ser descoberta a la mina Markey, situada al Red Canyon, dins el comtat de San Juan (Utah, Estats Units), tractant-se de l'únic indret de tot el planeta on ha estat descrita aquesta espècie mineral.